# Historia de la astronáutica en Argentina

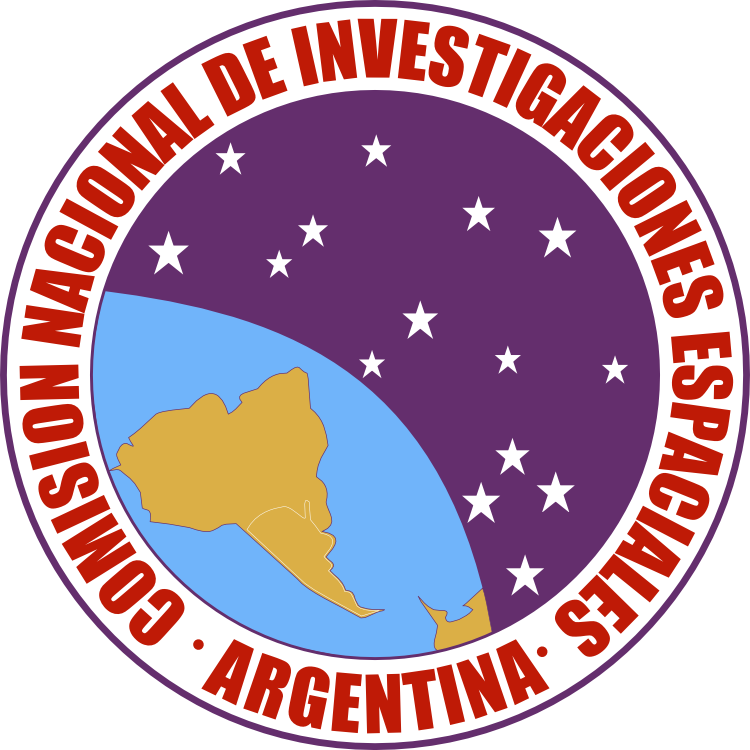
Logo de la Comisión Nacional de Investigaciones Espaciales, que existió entre los años 1960 y 1991. Fue reemplazada por la Comisión Nacional de Actividades Espaciales.

La historia de la astronáutica en Argentina es la crónica que engloba temas relacionados con la proyección, diseño, construcción y utilización de vehículos aeroespaciales argentinos.
En la década de 1940 comenzaron en Argentina los primeros ensayos de cohetería empleando diferentes combustibles. Con la creación en 1960 de la primera agencia espacial argentina, la Comisión Nacional de Investigaciones Espaciales (CNIE), se iniciaron actividades espaciales en forma sistemática y experimentos conducentes a la puesta en órbita de satélites nacionales. Mediante acuerdos con diversas instituciones nacionales y extranjeras, la CNIE inició el estudio de la atmósfera, posicionando a la Argentina como uno de los países líderes en el ámbito aeroespacial en la región. 
Entre 1960 y 1985, la Argentina logró importantes hitos en su historia astronáutica, desarrolló sus propios cohetes y motores, fue el cuarto país en lograr llevar a ser vivo al espacio y retornarlo con vida a la tierra, tercero en lanzar cohetes desde la Antártida y uno de los primeros países sudamericanos en exportar tecnología de misilística.
Durante la década 1980, se desarrolló un proyecto misilístico nacional ambicioso, el Programa Cóndor, en co-participación con Alemania, Irak y Egipto. El Cóndor era un misil diseñado con una carga útil de 0,5 Ton y un alcance de 1.000 km.
El proyecto Cóndor II se canceló en 1991 bajo el gobierno de Carlos Saúl Menem, debido a presiones de los Estados Unidos y por sus intereses en limitar y controlar el desarrollo de misiles de largo alcance que pudieron utilizarse por organizaciones terroristas. En este año se disolvió también la CNIE para formar la CONAE.  
La construcción y lanzamiento de cohetes en el país se estancó hasta el 2007, cuando se lanzó el Tronador en la ciudad de Bahía Blanca

## Primer usos de cohetes en el país
El más remoto uso de cohetes por parte de la Argentina ha sido con fines militares, con su referencia más temprana el 22 de mayo de 1821, cuando en el sur de Perú las tropas libertadoras de José de San Martín usaron tubos lanzadores Congreve para atacar al enemigo. 
Posteriormente el buque San Martín de la Armada Argentina fue dotado con lanzacohetes similares que se utilizaron en 1841, cuando participó de un enfrentamiento contra la Armada uruguaya en el Río de la Plata y en donde el San Martín alcanzó con dos de sus cohetes al buque de guerra Cagancha.
Existen referencias al uso de cohetes durante la Guerra del Brasil en 1827, las tropas encabezadas por el almirante Guillermo Brown dispararon cohetes desde la isla Martín García y también en 1842 cuando tropas al mando del general Juan Manuel de Rosas usaron este tipo de artillería.

## Inicios (1940-1960)
Los primeros pasos de Argentina en materia aeroespacial se dan a fines de la década del 40, cuando las Fuerzas Armadas desarrollan el primer motor de combustible líquido para propulsar proyectiles. En ese momento sólo los Estados Unidos, la Unión Soviética, Inglaterra, Francia y Alemania habían experimentado con un sistema similar.
La investigación fue emprendida inicialmente por el Instituto de Investigaciones Aeronáuticas y Espaciales (IIAE), un organismo de aeronáutica argentino creado como Instituto Aerotécnico (IA) el 20 de octubre de 1943 por decreto-ley n.º 11 822-BAP n.º 2057 y ratificado por ley n.º 12 911, dependiente originalmente de la Dirección General de Material Aeronáutico del Ejército de la República Argentina. El mismo contaba con personal, instalaciones y medios de la entonces Fábrica Militar de Aviones (FMA) en la provincia de Córdoba y su cuyo objetivo era la unificación de conocimientos y materiales de la técnica aeronáutica.
Entre los años 1947 y 1948, un grupo de técnicos del Instituto de Investigaciones Científicas de la Fuerza Aérea Argentina comandados por el ingeniero Ricardo Dyrgalla, desarrollaron un motor de combustible líquido para propulsar proyectiles con fines científicos y militares. Se lo nombró AN-1, tenía una fuerza suficiente para impulsar una masa de 320 kg con un tiempo de combustión de cuarenta segundos. El propelente era ácido nítrico y anilina, para el ensayo se construyó un banco de pruebas, en donde se realizaron numerosos ensayos, todos con éxito.
En mayo de 1950 fue propulsado el Tábano en las Salinas Grandes (entre las provincias de Córdoba y La Rioja), precisamente con el motor de combustible líquido AN-1. Alcanzó una velocidad de aproximadamente 850 km/h. Fue guiado por infrarrojo y sonido. El motor se probó por primera vez el 20 de octubre de 1949. A partir del lanzamiento del Tabano, la actividad se estancó abruptamente, hasta principio de la década entrante.
La División Proyectos Especiales en el Instituto Aerotécnico se creó en 1947. Sin embargo, la caótica década de 1950 no permitió que el proyecto aeroespacial argentino avance, terminando en el lanzamiento del cohete Martín Fierro en 1956, sin carga, alcanzó una altura de 2 km. Al año siguiente, la Unión Soviética se convirtió en la primera nación en llevar un ser vivo al espacio, siendo la perra Laika. Éste no fue un hecho aislado, ya que a partir de aquí, muchos países pusieron interés en la astronáutica.
A partir de la llamada Revolución Libertadora, que derrocó a Perón en 1955, la mayoría de los proyectos aeroespaciales fueron cancelados. Sólo por poner un ejemplo, la fabricación del Pulqui II fue reemplazado por la adquisición de aviones estadounidenses F86 Sabre, remanente de la guerra de Corea.

## Periodo de autonomía y desarrollo (1960-1982)

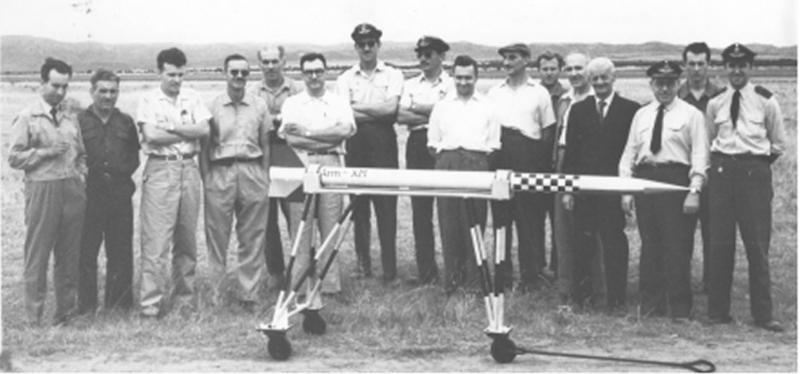
Equipo de lanzamiento del Alfa Centauro.

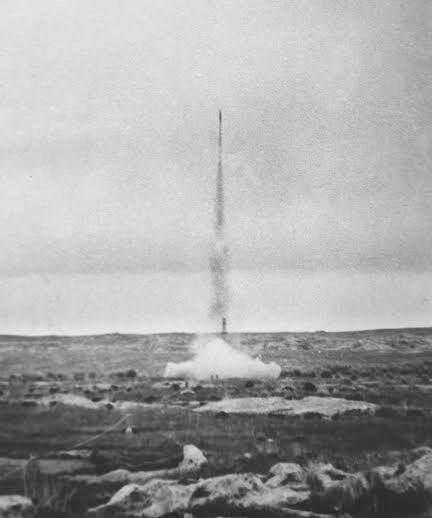
El APEX-A1-02 Alfa Centauro fue el primer cohete lanzado desde América del Sur.

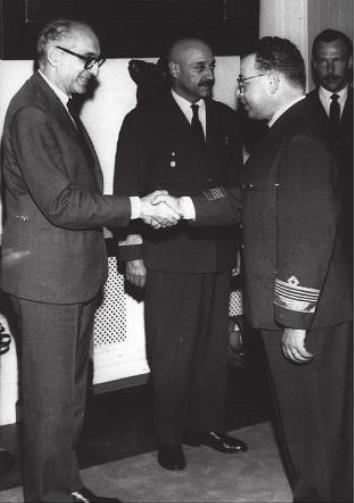
El presidente Arturo Frondizi felicita al Comodoro Aldo Zeoli.

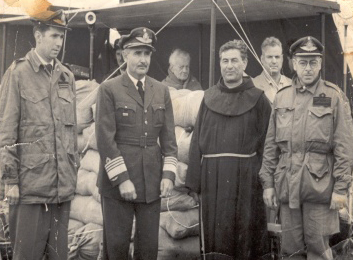
Día del lanzamiento del Alfa Centauro. En la foto (de derecha a izquierda): el ingeniero aeronáutico Comodoro Aldo Zeoli junto al R.P. López y hombres de la Fuerza Aérea, después del exitoso e histórico lanzamiento del Alfa Centauro en Pampa de Achala.

La estructuración más importante que dio origen a la industria aeroespacial en Argentina se produjo en la década del desarrollismo propulsado por el entonces presidente Arturo Frondizi. Durante este período, las investigaciones tomaron una importancia estratégica para el gobierno, empezando con el desarrollo de motores a propulsante sólido, en diciembre de 1959.
En 1960, el gobierno de Frondizi estableció la Comisión Nacional de Investigaciones Espaciales (CNIE), el primer organismo para hacerse cargo de las tripulaciones de cohetes, por medio el decreto n.º 1164 del 28 de enero de 1960 y designó al ingeniero Teófilo Tabanera como el primer Presidente de la comisión.
Por iniciativa del mismo gobierno, a partir del 3 de noviembre de 1961 el IIAE es reestructurado y se convierte en el Instituto de Investigaciones Aeronáuticas y Espaciales (IIAE), dependiente de la Dirección Nacional de Fabricación e Investigación Aeronáutica (DINFIA, ex-Industrias Aeronáuticas y Mecánicas del Estado).
Más tarde, el 27 de junio de 1961 el Poder Ejecutivo creó por decreto el Centro de Experimentación y Lanzamiento de Proyectiles Autopropulsados Chamical (CELPA). Contaba con un campo libre de 200 km.
El gobierno había creado estas organizaciones para la investigación del espacio y ejerció una mínima intervención o supervisión de las actividades, dándole una importante libertad y autonomía a los científicos.

### Tecnología de cohetería Argentina
Una vez creados los organismos correspondientes, se empezó por crear la primera familia de cohetes, el IIAE comenzó a desarrollar la serie de los Centauro.

#### Familia de cohetes Centauro
Los cohetes Centauro fueron dotados de motores a combustible sólido. El primero de ellos fue el Alfa Centauro, de una etapa, y posteriormente los Beta Centauro y Gamma Centauro, de dos etapas.

##### Alfa Centauro
El primer cohete de esta serie esta serie medía de 2,7 m de largo y 101 mm de diámetro (en la ojiva) y en total tenía un peso máximo de 28 kg y sólo 3,3 kg de carga útil.
Construido íntegramente en Argentina y bajo el control de la Fuerza Aérea Argentina, el primer lanzamiento dio lugar el 2 de febrero de 1961, desde la base Santo Tomás, en la  Pampa de Achala en la provincia de Córdoba. El cohete fue nombrado APEX A1-02 Alfa Centauro y fue el Comodoro Aldo Zeoli, encargado de la Dirección de Desarrollos del Instituto Aerotécnico (DDIA), un organismo dependiente de la Dirección Nacional de Fabricaciones e Investigaciones Aeronáuticas (DINFIA), quien realizó el conteo y oprimió el botón de lanzamiento. En el sitio, había aproximadamente unas treinta personas, entre civiles y militares, incluyendo un fotógrafo reportero del periódico Clarín. El cohete alcanzó una altura de 20 km y el test se produjo sin ningún problema.

##### Beta Centauro
Desde la misma base en Pampa de Achala, el 30 de septiembre de 1961 se lanzó el cohete sonda de dos etapas Beta Centauro, bajo la denominación APEX-A1-S2-015. Se buscaba con este lanzamiento, experimentar la separación de las dos etapas. También se probó los mediciones y los instrumentos del vehículo: velocidad de vuelo, alcance y presión atmosférica, entre otros parámetros.
El lanzamiento fue exitoso y la aeronave alcanzó los 25 km de altura. En el lanzamiento se encontraban presentes el Brigadier Mayor Juan Carlos Pereyra, presidente de DINFIA y el Secretario de Aeronáutica, Brigadier Mayor Ramón Amado Abrahín, quien informó telefónicamente al presidente Arturo Frondizi acerca del éxito de la misión.
El 13 de octubre de 1961 el Instituto Aeroespacial produjo el segundo lanzamiento de la aeronave en la misma base. Se volvió a lanzar un cohete de la familia Centauro el 10 de mayo de 1962, coincidiendo con el comienzo de actividades en la base CELPA de Chamical, en La Rioja.
Los experimentos con el Beta Centauro permitieron perfeccionar despegue de cargas útiles y la medición de altitudes, continuando a partir de 1964 con el cohete-sonda Orión.

##### Otros lanzamientos de Centauro
El 19 de febrero de 1962 se efectuaron cinco nuevos lanzamientos desde la Base Santo Tomás, en donde se probaron por primera vez los nuevos motores Scar 2,65 rescatando en todos los casos, las cápsulas con sus cargas útiles, lo que permitió la medición de la altitud en donde se producía la separación.
Los días 15, 27 y 30 de noviembre se lanzaron cohetes Centauro, los últimos dos con finalidad aeronomía, los tres fueron lanzados desde la base CELPA Chamical, provincia de La Rioja. Los días 8 y 9 de diciembre se volvieron a lanzar cohetes Centauro, otra vez con finalidad aeronomía y con resultados exitosos. A lo largo de aquel año los experimentos fueron exitosos y arrojaron importante avances, con un total de 18 lanzamientos efectuados.
El 25 de mayo de 1963 se emprende el lanzamiento del Centauro 35 para el operativo "nube de sodio", como resultado, se obtuvieron mediciones de vientos y turbulencias, alcanzando una altura de 189 km.
Pese a la complicada situación política (el 29 de marzo del 1962 Arturo Frondizi fue apresado por los militares a la isla Martín García), la actividad aeroespacial no cesó.

##### Gamma Centauro

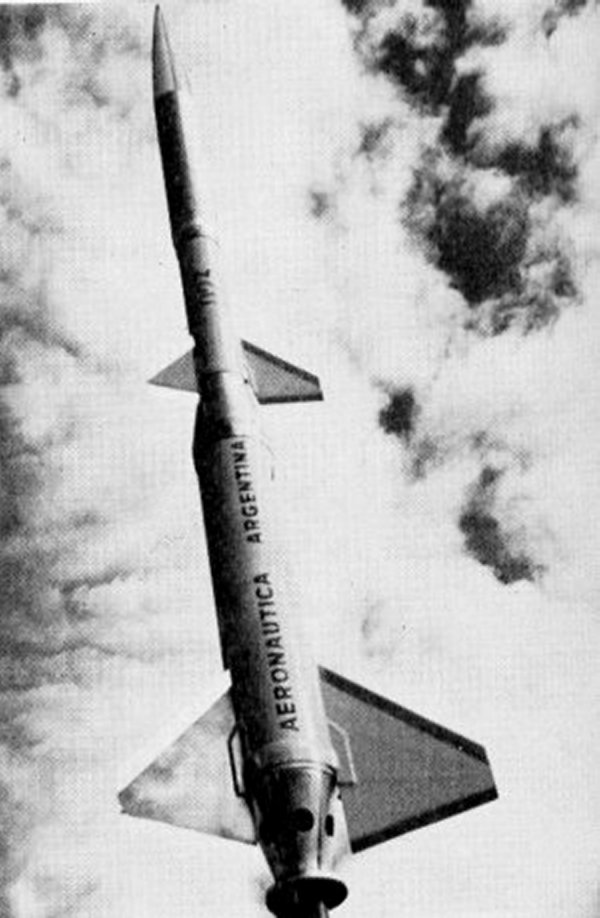
Cohete Gamma Centauro en pleno vuelo.

Para la construcción del cohete Gamma Centauro de dos etapas, se comenzó haciendo una prueba el día 6 de diciembre de 1962. Al año siguiente, en CELPA, se hicieron varios ensayos de los modelos I y II. Por medio de teodolitos se pudo medir la trayectoria. Las naves hacían una estela de humo producida por un generador de iodo y sodio puesto a la cabeza del cohete.
El "Operativo Matienzo" fue planeado por el IIAE. Primero, y el 27 de agosto de 1964 se llevó a cabo la misión "Operación Inca", en la provincia de Mendoza (más precisamente cerca del Puente del Inca). Durante la operación se propulsó un vehículo a 35 km de altura, la carga útil se recuperó mediante un paracaídas. El modelo sirvió para probar los equipos que más tarde formarían parte del próximo proyecto que se concretaría en la Antártida en 1965, entre otras se probó la torre de lanzamiento y la cubierta de polietileno con calefacción que mantenía el habitáculo a una temperatura de 25 °C.
Las pruebas del Gamma Centauro siguieron en febrero de 1965, cuando por primera vez se propulsaron en simultáneo dos cohetes de la familia Gamma Centauro desde el Centro de Experimentación CELPA, y otros dos desde la Base Matienzo en la Antártida, también se probaron dos globos sonda que armó la Universidad Nacional de Tucumán, se logró llegar a 24 km de altitud.
De esta forma, Argentina se convirtió en el tercer país, después de la Unión Soviética y los Estados Unidos, en emprender actividades aeroespaciales desde la Antártida. Las experiencias resultantes, sirvieron para analizar el vuelo y estudiar los rayos X en la atmósfera. En agosto se efectuaron cuatro ensayos con los cohetes Gamma Centauro desde la base CELPA, todos con éxito.

#### Cohete sonda Prosón M1

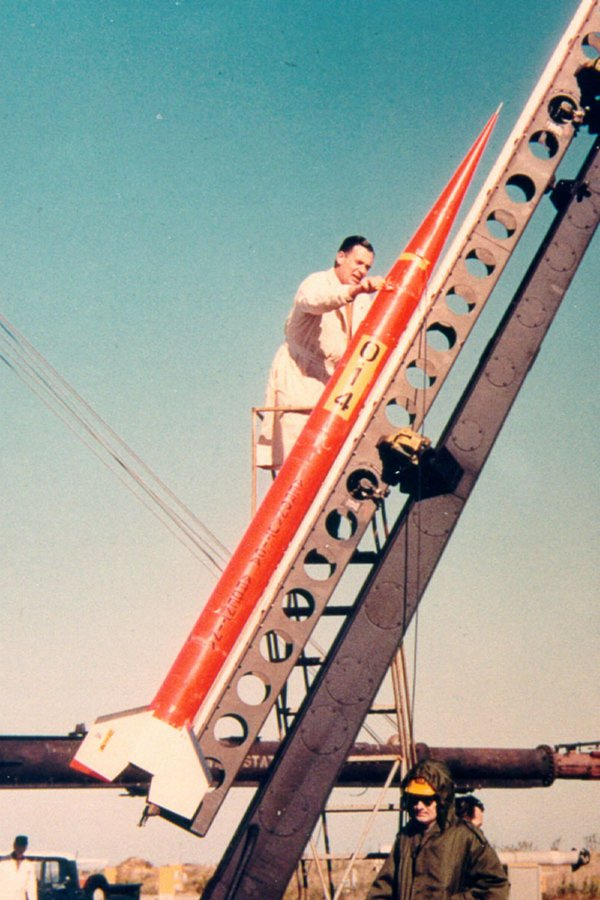
Últimos preparativos para otro lanzamiento del Orión II O-14.

En 1960 el Instituto de Investigaciones Científicas y Técnicas para la Defensa (CITEDEF) a través de su Laboratorio de Armamentos, emprendió el desarrollo de un prototipo de cohete sonda experimental destinado a recolectar información atmosférica y alcanzar una altitud de 60 km, límite exterior de la estratosfera. Siguiendo las recomendaciones del Comité sobre la Investigación Espacial o COSPAR (por sus siglas en inglés), con respecto a vigilar los fenómenos meteorológicos que pudieran ser vinculados con la actividad aeroespacial.
El motor lo aportó el CITEDEF que entre 1960 y 1962 había realizado pruebas exitosas en Córdoba, mientras que la Fábrica Militar de Villa María  proveería el propulsante, a base de pólvora bibásica, conteniendo principalmente nitrocelulosa y nitroglicerina. Por otro lado la fábrica civil Dálmine radicada en Campana y primera productora de tubos de acero sin costura en América Latina, aportaría las conos y toberas, fabricados en acero API-N80 con un inserto de grafito para darles mayor protección térmica. Las cuatro aletas trapezoidales de duraluminio fueron hechas por el Taller Regional Quilmes, organismo dependiente de la Fuerza Aérea, y el Arsenal Naval Buenos Aires construiría la rampa de lanzamiento, un tubo de acero de 295 mm de diámetro y 9500 de longitud con tres guías de bronce. El diseño estuvo a cargo de los ingenieros Ricardo Dyrgalla, José María Telechea, Rolando Amore, Rubén Carrasco y Ezio Lorenzelli.
En agosto de 1963 el proyecto estaba finalizado. Bautizado Prosón M1 (Prototipo de Sonda), entre el 23 y el 26 de agosto se efectuaron cuatro lanzamientos exitosos desde el Celpa 1. No obstante, la tecnología del vector era ya obsoleta e inadecuada para llevar cargas útiles a la alta atmósfera por lo que el desarrollo fue discontinuado.
El cohete tenía un diámetro de 200 mm en su primera etapa y de 110 mm en la segunda. Las longitudes eran de 1.678 mm y 1.583 mm respectivamente y el peso de 38,5 kg (35 del propulsante) y 13,3 kg (8,5 de propulsante). La carga útil (fumígena en las pruebas para medir la trayectoria) era de 5 kg. La velocidad máxima alcanzada era de M4. La separación se produciría por resistencia aerodinámica.

Luego de pruebas y satisfactorios resultados obtenidos con los Centauros -particularmente con los ensayos del cohete de dos etapas Beta Centauro- la siguiente meta fue diseñar y construir un vector de mayor envergadura, además, se había producido la necesidad de alcanzar mayores alturas. Los cohetes desarrollados durante este período (Orión y Canopus) fueron utilizados para enviar, por primera vez el país, seres vivos al espacio.

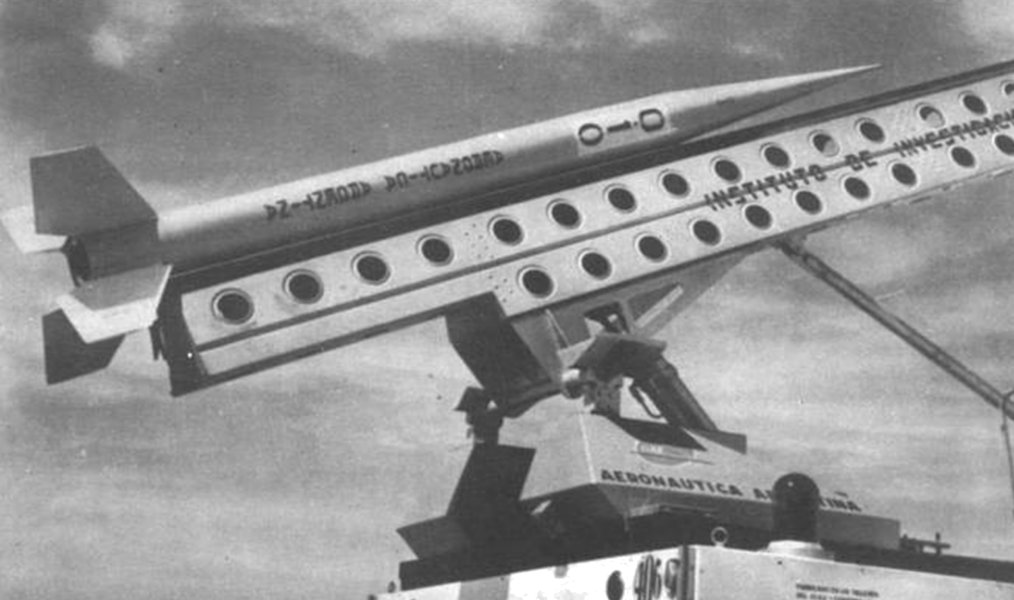
Lanzamiento del cohete Orión II O-10.

#### Cohete Orión

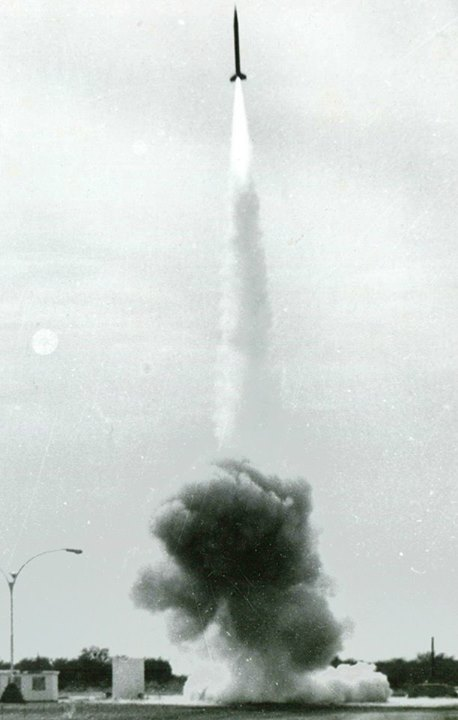
Lanzamiento del Cohete Orion II, el 13 de agosto de 1966.

Empezaron las investigaciones para el cohete Orión I, el cual produciría estudios más allá de la atmósfera terrestre, como también para hacer experimentaciones con seres biológicos. Para ello hubo dos ensayos de vuelo: el primero se produjo en octubre de 1965, y el segundo en julio de 1966, en CELPA Chamical, provincia de La Rioja. En su ojiva, con una carga útil de 16 kg, se encontraba dotada con un delicado instrumental para mediciones. Se comprobó su rendimiento y se observó sus pormenores de vuelo.
Se lo rediseñó dando origen al Orión II, capaz que llevar 25 kg de carga útil, con el empleo de 85 kg de combustible, cuando el Orión I tenía solo 64 kg. Media 3.770 mm de largo y 206 mm de ancho. Además del aumento en la cantidad de combustible, se utilizó materia con mayor energía, lo que produjo un alcance de 114 km de altura, considerada el punto entre la atmósfera y principio del espacio. El nuevo diseño se logró a partir de las experiencias con el Orión I. Los materiales para la fabricación de la aeronave fueron cambiados, empleando materiales más livianos con la finalidad de reducir el peso del vehículo. Un total de treinta y dos vuelos fueron realizados. Con ellos y con los DIM, se efectuaron mediciones atmosféricas y se registró la velocidad del viento, a una altitud de 80 km. Para finales de octubre de 1966 se habían lanzado tres cohetes Orión II en CELPA, desde la base Chamical, en La Rioja, siguiendo las experiencias con los técnicos estadounidenses, lanzando desde la misma base, en noviembre, cohetes Nike-Cajun 02 que volaron hasta los 130 km de altitud.
El ICTE puso en marcha en 1963 el "Programa Felino", con la finalidad de educar y adiestrar personal, también para analizar materiales para trabajos posteriores. Se realizaron un total de ochenta y siete lanzamientos en cinco años bajo aquel programa, de los cuales, solo ocho no tuvieron éxito. Destacándose lanzamientos como el Gato Negro A-1, el Tigre A-2, el Jaguar A-3, el Leopardo A-4 y el Sonda Pantera A-5. Estas misiones produjeron importantes avances en la detección del granizo. Después de encabezar numerosos lanzamientos exitosos, en 1970 el Comodoro Aldo Zeoli fue nombrado presidente del Instituto de Investigación Aeronáutica y Espacial.

#### El ratón Belisario

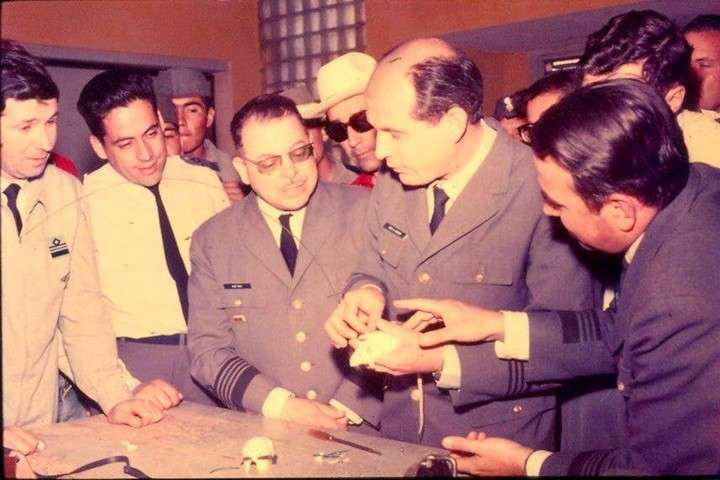
El comodoro Aldo Zeoli presenta a la prensa a Belisario.

En la segunda mitad de la década de 1960, el proyecto BIO, a cargo del Instituto Civil de Tecnología Espacial (ICTE), tuvo como objetivo en enviar al espacio pequeños animales (ratas o monos) en cohetes con telemetría y recuperarlos con vida.
Una camada de ratones albinos de raza Wistar, fueron previamente seleccionados para éste proyecto. Al primer grupo de ratones astronautas se los nombró: Alejo, Aurelio y Anastasio, en segundo grupo: Braulio, Benito y Belisario, y en el tercero: Celedonio, Cipriano y Coco.
Luego de rigurosas pruebas y estudios fisiológicos, Belisario, fue la rata elegida para la misión. Fue colocado y sujetado dentro de una cápsula en el interior de la ojiva del cohete Orión II, con instrumentos para analizar el comportamiento de los ratones durante el vuelo. 
El lanzamiento se produjo el 11 de abril de 1967, en la Escuela de Tropas Aerotransportadas, provincia de Córdoba. El cohete se separó su carga útil un minuto luego del despegue, y la cápsula descendió en paracaídas a tierra firme. Al abrir la cápsula, los científicos comprobaron que Belisario se encontraba inquieto, pero con vida. Durante el vuelo perdió ocho gramos.

#### Cohete Canopus
Continuando con el desarrollo de cohetes sonda, posterior a las evaluaciones brindadas por los programas Centauro y Orión, estaba presente la idea de diseñar un cohete de dos etapas, con suficiente potencia para cargar 30 kg y alcanzar una altura de 200 km. La segunda etapa era el mismo cohete Orión II, dando inicio a lo que más tarde sería el Rigel. El primer paso fue experimentar con un nuevo motor mucho más potente, dando origen al cohete Canopus, para luego dar vida al cohete sonda Canopus II. La primera prueba del prototipo fue posible en noviembre de 1966, mientras que el segundo ensayo fue en julio de 1967.
El Canopus II se usó para probar tecnología que se emplearía en el futuro cohete Rigel. El 22 de diciembre de 1969 en CELPA en Chamical provincia de La Rioja, una prueba preliminar del cohete sonda Tauro fue efectuada. En el ensayo, el cohete rompió todas las barreras cuando voló a una sorprendente altura de 550 km. En este momento la Argentina se encontraba en la cima del mundo, alcanzando este tipo de metas.

##### El mono Juan
Uno de los mayores hitos de la tecnología aeroespacial Argentina se produjo el 23 de diciembre de 1969, cuando en un lanzamiento de un cohete Canopus II se envió al mono Juan más allá de la atmósfera, a unos 82 km con total éxito, siendo además, la cuarta nación en enviar un ser vivo al espacio y retornarlo con vida, solo detrás de los Estados Unidos, la Unión Soviética y Francia. Juan era un mono caí proveniente de la provincia de Misiones, tenía un peso de 1,5 kg y medía 45 centímetros de alto. Este experimento llamado Experiencia BIO II, contó con la ayuda y activa participación del Instituto Nacional de Medicina Aeronáutica y Espacial, y la CNIE.
Poco después el cohete Canopus II fue propulsado, esta nave llegó más allá de la atmósfera. Entre los años 1960 a 1972 se fabricaron y lanzaron varias familias de sondas espaciales, ellas fueron la Orión, Canopus, Rigel y Castor.

#### Familias de cohetes de mayor alcance

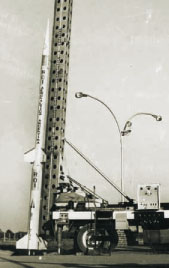
El Rigel en su rampa de lanzamiento.

##### Rigel
Los cohetes Canopus II  y el Orion I sirvieron para como primera y segunda etapa para el Rigel, que fue construido en julio de 1967 y propulsado en diciembre del mismo año en la base CELPA, en Chamical, provincia de La Rioja. El Rigel fue el tercer cohete de dos etapas desarrollado en Argentina (después del Beta Centauro y el Gamma Centauro) y llegó a más de los 200 km de altura, superando el récord alcanzado en ensayos posteriores en toda Sudamérica.
También ese año, y para experimentar con la medición del viento se lanzaron otros cohetes: el Arcas el 15 de noviembre, y el Judi en 13 de diciembre, bajo el programa llamado EXAMETNET.

##### Castor

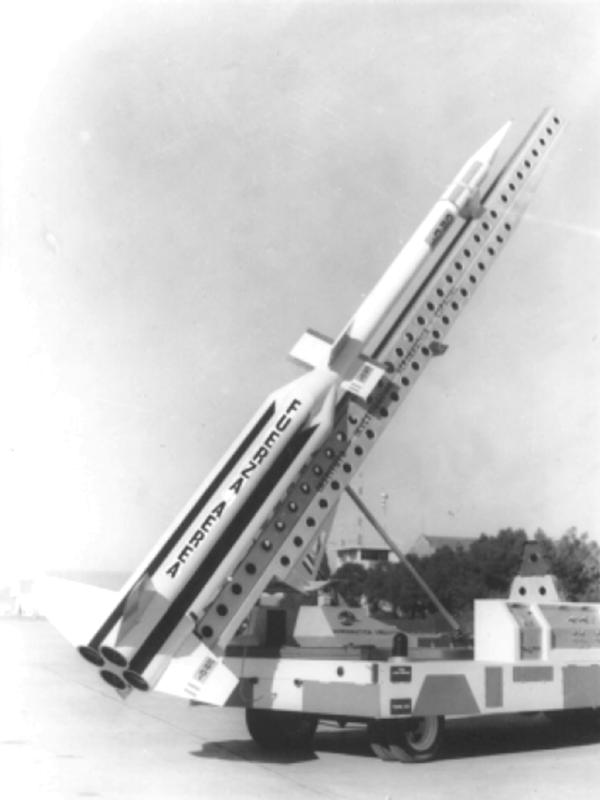
Cohete Castor, voló a unos 500 km de altitud (vuelo espacial en órbita baja).

El cohete Castor fue el cuarto de la categoría de vehículos de dos etapas, planificado por el IIAE. La primera etapa se encontraba constituida por cuatro motores del tipo Canopus II en racimo: el empuje producido era de 10 toneladas, mientras que la segunda era de 2500 kg. Si bien no posee un sistema de guiado, el cohete está dirigido en sus dos etapas por cuatro aletas por etapa. El propulsante empleado era perclorato de amonio, poliuretano y aluminio, y se propulsaba durante 220 segundos. Las dos etapas estaban conectadas por medio de un aro cilíndrico, en su interior tenía un cordón explosivo de carga hueca, se encendía por dos detonadores eléctricos para la separación de las etapas.
Un primer ensayo tuvo lugar el 22 de diciembre de 1969 en la base CELPA Chamical, este lanzamiento fue parte de la "Experiencia Navidad" (el lanzamiento se produjo horas antes del viaje del mono Juan). Pero esa vez solo se usó la primera etapa, alcanzando 70 km. El 16 de diciembre del año siguiente, se emprendió el "Operativo Ñahuí", cuando la Fuerza Aérea lanzó un cohete Castor X-2 desde la ya citada base Chamical CELPA. Su ojiva estaba dotada con instrumental fotográfico capturar imágenes a grandes alturas.
El primer lanzamiento operativo de un cohete Castor se produjo un 22 de noviembre de 1973, desde la base CELPA Chamical, para el estudio de nubes de iones, la experiencia formó parte del programa llamado EGANI, proyecto cooperativo entre la Comisión Nacional de Investigaciones Espaciales (CNIE) y el Max Planck Institut für Extraterrestrisches Physik (MPE) de Alemania. Se construyó una versión perfeccionada del Castor a fines de 1975, en la base Vicecomodoro Marambio, en la Antártida Argentina, llevando una carga útil de 46 kg a una altitud de 470 km. En 1979 se realizaron lanzamientos de este cohete desde Punta de Lobos, Perú.

##### Tauro
El cohete Tauro, diseñado con fines científicos, fue el último desarrollado íntegramente en Argentina. La experiencia estuvo al mando del comodoro ingeniero Ricardo Vicente Maggi, fue lanzado el 10 de diciembre de 1981 desde la base de Chamical. Contaba con un sofisticado instrumental fotográfico y una tecnología sin procedentes en América del Sur, para estudiar la geografía y los recursos naturales del país.

#### El plan de satelización de 1979 y el primer satélite
El comandante en jefe de la Fuerza Aérea, brigadier general Omar Graffigna, concibió el primer plan de satélites argentino el 10 de agosto de 1979, haciendo el primer paso rumbo al Programa Cóndor. El Instituto Aerotécnico inició distintos proyectos para construir cohete espaciales para colocar en órbita a satélites. Finalizaron maquetas a escalas, sin lograr construir ningún cohete.

### Proyecto bélicos de envergadura: el Cóndor II
Poco tiempo después de la derrota de la guerra de las Malvinas en el año 1982, se produjo una reunión secreta entre oficiales superiores en la sede de la Fuerza Aérea Argentina. En aquel encuentro los comandantes se pusieron de acuerdo en desarrollar un misil balístico de alcance medio, el Cóndor II, el cual se estipulaba que sería capaz de llevar con sigo una carga explosiva de 500 kg.
Tras el retorno de la democracia en 1983, durante la presidencia de Raúl Alfonsín, el ejecutivo firmó un decreto para continuar y avanzar las actividades aeroespaciales nacionales. 
Entre 1985 y 1988, la Argentina exportó doce motores de combustible sólido del Cóndor a Egipto en seis vuelos de la Fuerza Aérea. En 1986, el Ministerio de Defensa creó la empresa Integradora Aeroespacial S. A. (INTENSA) para el desarrollo, construcción y comercialización del misil.
Pero luego del traspaso democrático producido precozmente en 1989, las presiones por los Estados Unidos aumentaron, dando así el presidente Carlos Menem la orden de desarmar el Programa Cóndor II y llevar sus partes a Estados Unidos para el desmantelamiento final.
El ambicioso proyecto fue desarrollado conjuntamente con Alemania (quién proveyó la tecnología), Irak y Egipto (quienes financiaron el proyecto), mientras que Argentina colaboró aportando el personal científico e instalaciones. Dos años después se construyó un laboratorio subterráneo en Falda del Carmen, provincia de Córdoba. Para ese momento los servicios secretos de Israel y Gran Bretaña ya estaban enterados de la construcción del misil, al igual que la CIA estadounidense.
Los ingleses temían que Argentina ataque a las islas Malvinas con misiles, ya que el Cóndor II estaba hecho precisamente para llegar hasta el archipiélago. Por otro lado, la inteligencia israelí estaba preocupada por las contribuciones que estaban teniendo los países árabes en el proyecto. Había un gran temor por el posible traspaso de tecnologías y conocimientos entre Argentina y el país árabe.
En su momento se estudió la construcción de una cabeza nuclear, pero no se disponía del material radioactivo adecuado. Paralelamente el cohete de gran envergadura se había proyectado para ser un lanzador de satélites, sin necesidad de ayuda externa.
El Cóndor II era un vehículo de 16 metros de alto por 0,8 de diámetro, de dos etapas, con un sistema de control de todo el vector, por medio de una tobera basculante por cada etapa. Estaba diseñado con superficies aerodinámicas. Tenía sensores de control de altitud y sistema de control de velocidad. El cohete sería controlado por computadoras intercomunicadas, de haber sido lanzado, se calculaba que hubiera traspaso la barrera de los 1000 km con una carga bélica de 500 kg.
A finales de los años ochenta, el proyecto progresó paulatinamente. Entre 1985 y 1988, la Argentina exportó doce motores de combustible sólido del Cóndor a Egipto en seis vuelos de la Fuerza Aérea. En 1986, el Ministerio de Defensa creó la empresa Integradora Aeroespacial S.A. (INTENSA) para el desarrollo, construcción y comercialización del misil.
El primer satélite argentino puesto en órbita fue el Lusat 1 en 1990. Este objeto tenía como objetivo proveer comunicaciones a todos los radioaficionados del mundo. Fue diseñado por un grupo de radioaficionados argentinos, gracias a AMSAT Argentina, pero fue construido parte en Argentina y el resto en AMSAT NA, en Boulder, Colorado.

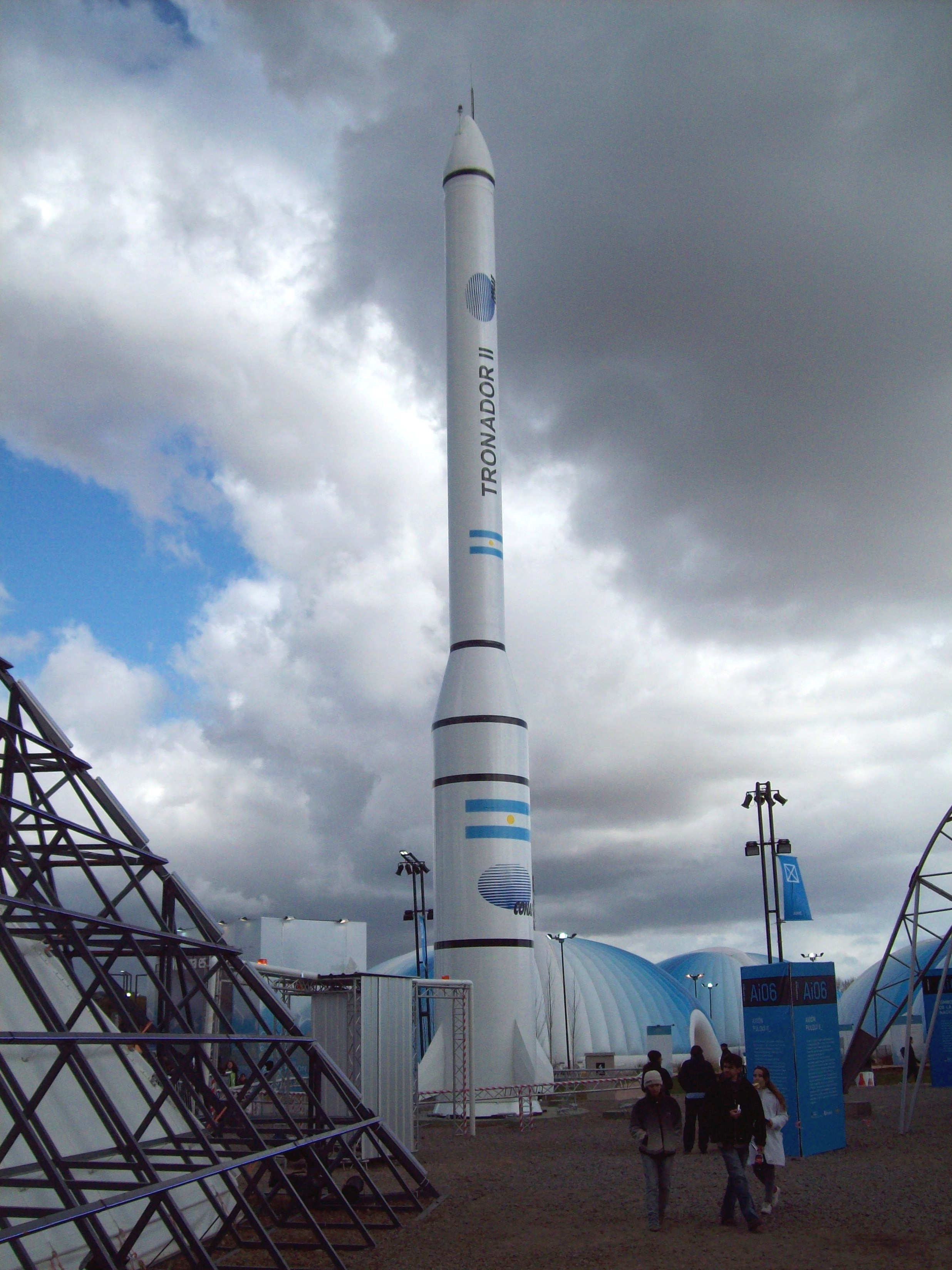
Un prototipo del Tronador II exhibido en Tecnópolis.

## Periodo de dependencia tecnológica (1991-2007)
La CNIE se disolvió para pasar a formar la CONAE en 1991, bajo la presidencia de Carlos Saúl Menem.
A partir de esa época se reorganizó el sector. En 1996 se lanzaron dos satélites, el Víctor-1, diseñado y desarrollado por la Asociación de Investigaciones Tecnológicas de Córdoba AIT y el Instituto Universitario Aeronáutico, con la finalidad de tomar fotografías del país en baja resolución para el estudio meteorológico. En ese mismo año se lanzó el SAC-B desarrollado por CONAE, pero una falla en el lanzador impidió al satélite separarse de este y poder desplegar sus paneles solares, a pesar de esto todos los sistemas del satélite funcionaron correctamente. En 1997 fue lanzado con éxito el Nahuel 1A de la empresa Nahuelsat, utilizado para telecomunicaciones.
Al año siguiente el SAC-A fue puesto en órbita. Este artefacto realizaba un seguimiento de ballenas Franca Austral y tomaba fotografías del país para el estudio de los intervalos de inundaciones y sequías.
El 21 de noviembre de 2000 fue lanzado el SAC-C para ser usado para teleobservación y se mantuvo en operación hasta el 15 de agosto de 2013. El 6 de diciembre de 2001, como parte de la misión STS-108 de la NASA, el PADE entró en órbita. Fue utilizado por la Asociación Argentina de Tecnología Espacial para emprender experimentos en el espacio, y volvió a la Tierra quince días más tarde.

## Periodo de consolidación (2007 a la actualidad)
En julio de 2007 se empezó a lanzar la primera serie del cohete Tronador, desde una base en Bahía Blanca. Hubo dos ensayos, pero solo el segundo tuvo éxito. Este era un cohete de una etapa, con una carga útil de 4 kg y un peso total de 60 kg y tenía una longitud de 3300 mm. Desde el año 1995 la CONAE se encontraba planficando el lanzamiento de una nave de combustible líquido para llevar pequeños satélites argentinos al espacio, esta experiencia formó parte del Plan Espacial Nacional.
Fue a partir del año 2001 que el Instituto Universitario Aeronáutico comenzó a proyectar y calcular un vector para propulsar satélites. Realizándose el primer ensayo de un motor el 27 de mayo de 2004, en las instalaciones de CITEDEF (Instituto de Investigaciones Científicas y Técnicas para la Defensa) en Villa María, provincia de Córdoba. El motor ensayado usaba anilina y ácido nítrico. El experimento resultó exitoso dentro de los cálculos provistos. El inyector brindo mejores resultados que su antecesor.
El 16 de diciembre de 2007 se llevó a cabo el lanzamiento del cohete sonda VS-30 en colaboración con la Agencia Espacial Brasileña, lo que permitió validar un sistema de navegación por giroscopio, acelerómetro, posicionamiento y un control de actitud para el Proyecto Tronador.
Tiempo después, la CONAE puso en órbita el 10 de junio de 2011 un satélite desarrollado y manufacturado en el país, se lo denominó SAC-D, con la finalidad de medir vientos, temperatura superficial de los mares, humedad y focos de temperaturas en los suelos, fue parte del Plan Nacional Espacial (2004-2015). Aquel lanzamiento se logró gracias a una década de trabajo en conjunto con la NASA. La misma organización espacial estadounidense se encargó del lanzamiento del satélite SAC-D mediante el cohete Delta II, en la base de Vandenberg. El satélite fue construido en Bariloche por doscientos hombres de la CONAE dedicados a esta ciencia. El satélite se ubicó a unos 650 km de altura. El SAC-D es una estructura octogonal hecha en aluminio de 7 metros de alto y tiene un peso de 1300 kg. Alberga nueve instrumentos: el Aquarius (propiedad de la NASA) medidor de salinidad de mares y océanos, otros dos instrumentos de origen francés, uno proveniente de Italia y los cinco restantes producidos en Argentina. Los instrumentos argentinos fueron elaborados por la Invap, el Centro de Investigaciones Ópticas de La Plata (CIOp) y de la Facultad de Ingeniería de La Plata. Mientras que el software del SAC-D fue programado por la licenciada en sistemas Catalina Salvati, el artefacto espacial es monitoreado por una estación terrestre ubicada en Falda del Carmen, provincia de Córdoba.
El vector Gradicom II fue propulsado el 11 de julio de 2011 con combustible, diseño, telemetría y electrónica producidos en Argentina por unas setenta personas. Los resultados de la misión serán usados para cohetes sonda, misiles y artillería de largo alcance, como también en aplicaciones civiles y militares. El vehículo alcanzó una altura de 100 km, llegando a una velocidad máxima de 4900 km/h, descendió a 120 km de Chamical, Provincia de La Rioja. La próxima tarea del Instituto de Investigaciones Científicas y Técnicas para la Defensa (CITADEF), será diseñar un vehículo que supere el alcance del Gradicom II.
El Ministerio de Defensa informó que en diciembre de 2013 se lanzó el cohete sonda Experiencia Centenario en Chamical, Provincia de La Rioja, el proyectó se trata de un desarrollo totalmente local, fue concretado por Fuerza Aérea Argentina, Fabricaciones Militares, CITEDEF, Universidad Nacional del Comahue, Universidad Nacional de La Plata y Universidad Tecnológica Nacional, trabajaron 150 técnicos para realizar el proyecto. El cohete llevó a cabo experimentos para meteorología, además de aceleración y vibraciones en el vuelo. El cohete tiene 280 mm de diámetro.
Tras siete años de desarrollo entre INVAP y Arsat, durante la presidencia de Cristina Fernández, el 16 de octubre de 2014 se lanzó el ArSat 1, el primer satélite geoestacionario argentino, que pasará a brindar servicios de comunicaciones a Argentina, Chile, Uruguay y Paraguay. El lanzamiento se produjo en el Centro Espacial de Guayana, en la ciudad de Kourou. El cohete Arianne 5 dejó al satélite a 300 km sobre el nivel del mar. Luego los técnicos de INVAP se encargaron de transportarlo a lo posición geoestacionaria. Este lanzamiento permitió que la Argentina no perdiera la posición orbital 81, la cual enfoca desde Estados Unidos hasta las Islas Malvinas.
En enero de 2016 el gobierno de Mauricio Macri suspendió la construcción del satélite geoestacionario ARSAT-3.
En octubre de 2018, la CONAE lanza el satélite SAOCOM 1-A que cuenta con instrumentos que operan en el rango de microondas y con sensores activos (radar). La serie SAOCOM forma parte del Sistema Italo-Argentino de Satélites para la Gestión de Emergencias (SIASGE).96
En agosto de 2019, finalizó la construcción del satélite SAOCOM 1B.
En febrero de 2020, se confirmó la construcción del tercer satélite de Arsat que había sido cancelado durante la gestión anterior. El nombre del mismo fue cambiado a ARSAT-SG1 a la vez que se introdujeron cambios técnicos con respecto al proyecto original.
El 20 de febrero de 2020, se trasladó el SAOCOM 1-B a Cabo Cañaveral, pero su lanzamiento se vio demorado por las restricciones a causa de la pandemia de enfermedad por coronavirus. El lanzamiento fue realizado el 30 de agosto de 2020 a las 20:18hs hora oficial argentina, mediante la empresa SpaceX en un cohete Falcon 9 Block 5, que, además, aterrizó exitosamente para ser reutilizado en otras misiones.

## Sector privado

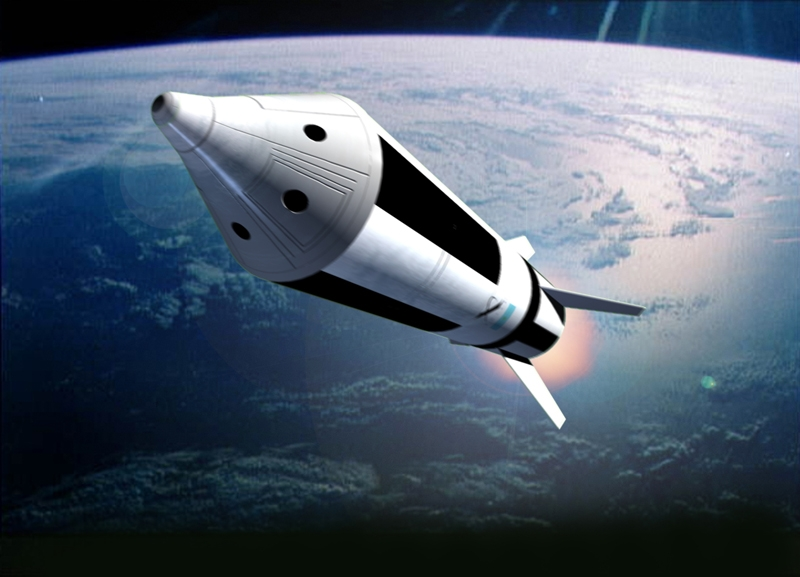
Representación artística del Gauchito en vuelo.

En febrero de 1997 el equipo de Pablo Gabriel de León se inscribe en el Ansari X Prize, para participar, desarrolla el VESA (Vehículo Espacial Suborbital Argentino) también llamado Gauchito (nave espacial), sin embargo, el equipo de Burt Rutan se consagró ganadora del Ansari X Prize. Aunque el proyecto no fue abandonado, se encuentra en un estado de relativa inactividad.
En el año 2010, Emiliano Kargieman fundó la empresa Satellogic especializada en satélites, construyeron los dos primeros nanosatelites de la Argentina, CubeBug-1 Capitán Beto y CubeBug-2 Manolito. Actualmente están desarrollando la constelación de satélites de observación de la tierra Aleph.